# Cocopa jezik
Cocopa jezik (ISO 639-3: coc; cocopá, cocopah, cucapá, cucupá, kikimá, kwikapá), jezik Cocopa Indijanaca s delte rijeke Colorado u Arizoni i Meksiku. U suvremeno doba ga govori oko 350 ljudi, od čega 200 u Meksiku (1998 P. Larson) i 150 u SAD-u (1994 L. Hinton).
Cocopa je predstavnik porodice yuman, i s jezikom kumiai [dih] čini delta-kalifornijsku podskupinu (dlta-californian). Piše se latinicom. U SAD-u je u upotrebi i engleski jezik.

## Vanjske poveznice
- Ethnologue (14th)
- Ethnologue (15th)